# RKS Volary
RKS Volary byl středovlnný vysílač, který sloužil k rozhlasovému vysílání. Vysílala z něj stanice ČRo Dvojka na frekvenci 1485 kHz a ČRo 1 na frekvenci 1620 kHz. Obě dvě stanice s výkonem 1 kW. Měl 1 vojenský výsuvný stožár Magirus s kapacitním křížkem o výšce 24 m. Jeden z vysílačů byl převezen do RKS Praha - Zbraslav, a používá ho Country Rádio na noční středovlnné vysílání.
|         | Stanice    | Kmitočet | Výkon |
| ------- | ---------- | -------- | ----- |
| AM (SV) | ČRo Dvojka | 1485 kHz | 1 kW  |
| AM (SV) | ČRo 1      | 1620 kHz | 1 kW  |